# Jazīrat ar Raḩmānīyah
Jazīrat ar Raḩmānīyah är en ö i Egypten.   Den ligger i guvernementet Beheira, i den norra delen av landet, 130 km norr om huvudstaden Kairo. Arean är 1,8 kvadratkilometer.